# Poolse Verlichting
De ideeën van de Verlichting ontwikkelden later in Polen dan in West-Europa, aangezien de Poolse burgerij zwakker was en de szlachta-cultuur (sarmatisme) samen met het Pools-Litouwse politieke systeem van het Gemenebest (Gouden Vrijheid) in een diepe crisis verkeerde. De periode van de Poolse Verlichting begon in de jaren 1730-1740, bereikte een hoogtepunt tijdens het bewind van de Poolse koning, Stanislaus August Poniatowski (tweede helft van de 18e eeuw), raakte in verval met de Derde Poolse Deling (1795) (een nationale tragedie die een korte periode van sentimentele werken inspireerde) en eindigde in 1822, vervangen door de Romantiek. 

## Geschiedenis
Hoewel de Poolse Verlichting veel gemeenschappelijke kwaliteiten deelde met de klassieke Verlichtingsbewegingen van West-Europa, waren er ook veel belangrijke verschillen. Een groot deel van het gedachtegoed van de westerse verlichting ontwikkelde onder de onderdrukkende absolute monarchieën en was toegewijd aan het vechten voor meer vrijheid. Westerse denkers wilden Montesquieu's scheiding en machtsevenwicht implementeren om de bijna onbeperkte macht van hun vorsten in te perken. De Poolse Verlichting ontwikkelde zich echter tegen een heel andere achtergrond. Het Poolse politieke systeem was bijna het tegenovergestelde van de absolute monarchie: Poolse koningen werden gekozen en hun politieke positie was erg zwak, met de meeste bevoegdheden in handen van het parlement (Sejm . Poolse hervormers wilden de afschaffing van wetten die hun systeem haast tot een anarchie maakten, als gevolg van misbruik van consensusstemming in de Sejm (liberum veto) dat het Gemenebest verlamde, vooral in de tijd van de Wettin-dynastie, waardoor Polen van een belangrijke Europese speler werd gereduceerd tot de marionet van haar buren. Dus terwijl mannen van de Verlichting in Frankrijk en Pruisen schreven over de noodzaak van meer tegenmachten voor hun koningen, was de Poolse Verlichting gericht op het bestrijden van de misstanden die voortkwamen uit te veel tegenmachten.

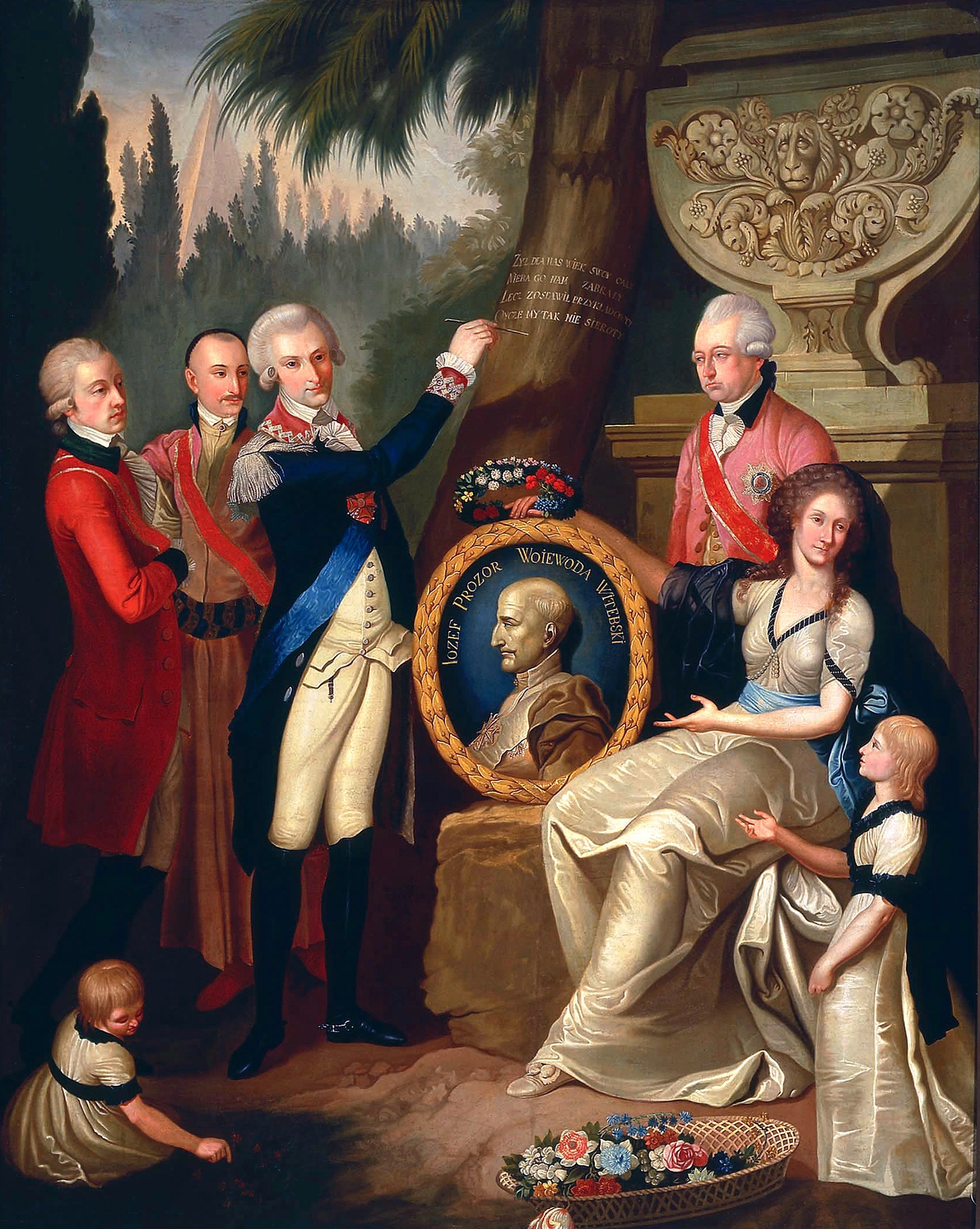
Portret van de familie Prozor door Franciszek Smuglewicz, 1789

De verschillen hielden daar niet op. Stedelingen en de burgerij domineerden de westerse Verlichting, terwijl in het Gemenebest de meeste hervormers uit de szlachta (adel) kwamen. De szlachta van het Gemenebest (die 10% van de bevolking uitmaakt) beschouwde het idee van gelijkheid als een van de fundamenten van haar cultuur, en hervormers vochten om dit uit te breiden naar de andere sociale klassen. Religieuze tolerantie was een ideaal van de szlachta.

### Grondwet van 1791
Ideeën van deze periode leidden uiteindelijk tot de grondwet van 3 mei 1791 en andere hervormingen (zoals de oprichting van de Commissie van Nationaal Onderwijs, het eerste ministerie van onderwijs ter wereld) die probeerden het Gemenebest om te vormen tot een moderne constitutionele monarchie. Hoewel pogingen tot politieke hervormingen werden gedwarsboomd door de burgeroorlog (Confederatie van Targowica) en militaire interventie van de buren van het Gemenebest, eindigend in de Poolse Delingen, hield de culturele impact van die periode de Poolse cultuur vele jaren in stand. 

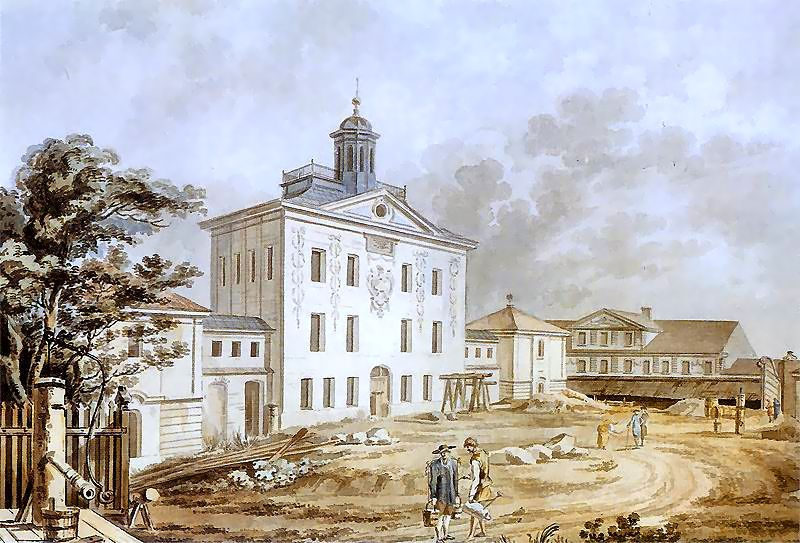
Załuski-bibliotheek, de eerste openbare bibliotheek in Polen, in aanbouw. 1801 waterverf door Zygmunt Vogel. Nationaal Museum van Warschau

Ook in het buitenland hadden de ideeën van de Poolse Verlichting grote invloed. Vanaf de Confederatie van Bar (1768) tot de periode van de Grote Sejm en tot de nasleep van de grondwet van 3 mei 1791, kende Polen een grote uitvoer van politiek, met name constitutionele werken.
Belangrijke instellingen van de Verlichting waren onder meer het Nationale Theater dat in 1765 in Warschau werd opgericht door koning Stanislaus August Poniatowski ; en op het gebied van hoger onderwijs: de Commissie van Nationaal Onderwijs, opgericht door de Sejm in 1773; de Vereniging voor Elementaire Boeken ; evenals onder andere de Cadettenschool (Ridderacademie). Om het kennisveld uit te breiden, werd in 1800 kort na de Poolse Delingen de Genootschap van Vrienden van Wetenschap opgericht. Populaire kranten waren onder meer Monitor en Zabawy Przyjemne i Pożyteczne (Leuke en Nuttige Spellen).

## Belangrijke personen
- Wojciech Bogusławski - vader van het Poolse theater
- Franciszek Bohomolec - dichter, schrijver, uitgever, leraar
- Tadeusz Czacki - onderwijs, economie, oprichter van Towarzystwo Przyjaciół Nauk en Liceum Krzemienieckie
- Joachim Chreptowicz - Laatste Grootkanselier van Litouwen, journalist, dichter, vertaler en fysiocraat
- Jakub Jasiński - dichter, generaal, radicale voorstander van revolutie
- Franciszek Salezy Jezierski - schrijver, politiek activist
- Franciszek Karpiński - dichter
- Franciszek Kniaźnin (Franciszek Dionizy Kniażin) - dichter, schrijver
- Hugo Kołłątaj - priester, sociaal en politiek activist, politiek denker, historicus en filosoof
- Stanisław Konarski - voorloper van onderwijshervorming, auteur van O skutecznym rad sposobie
- Onufry Kopczyński - leraar, voorloper van de Poolse grammatica
- Tadeusz Kościuszko - militair ingenieur, staatsman, revolutionair.
- Michał Dymitr Krajewski - schrijver, onderwijsactivist
- Ignacy Krasicki - een van de grootste dichters van Polen, schrijver, bisschop, medeorganisator van diners op donderdag
- Stanislaus Leszczyński - koning van Polen, politiek activist, schrijver (Głos wolny wolność ubezpieczający)
- Samuel Bogumił Linde - voorzitter van Towarzystwo do Ksiąg Elementarnych, auteur van Słownik Języka Polskiego
- Adam Naruszewicz - dichter, vertaler, historicus
- Julian Ursyn Niemcewicz - dichter, toneelschrijver, onafhankelijkheidsactivist
- Jan Piotr Norblin - schilder
- Józef Maksymilian Ossoliński - schrijver, sociale, wetenschappelijke en culturele activist, oprichter van Zakład Narodowy im. Ossolińskich
- Grzegorz Piramowicz - schrijver, filosoof, onderwijsactivist
- Stanislaus August Poniatowski - koning, medeorganisator van de diners op donderdag, groot voorstander van kunst en wetenschap in Polen,
- Stanisław Staszic - schrijver, econoom
- Jan Śniadecki - astronoom, wiskundige, filosoof
- Jędrzej Śniadecki - chemicus
- Stanisław Trembecki - dichter (classicistische stijl)
- Tomasz Kajetan Węgierski - dichter, ontdekkingsreiziger
- Józef Wybicki - politiek activist, auteur van de woorden van Mazurek Dąbrowskiego, Pools volkslied
- Franciszek Zabłocki - dichter, komedieschrijver, secretaris van Towarzystwo do Ksiąg Elementarnych
- Andrzej en Józef Załuski - oprichters van de eerste Poolse openbare bibliotheek, Załuski-bibliotheek
- Andrzej Zamoyski - kanselier, politicus, auteur van de Zamoyski-code

## Architectuur

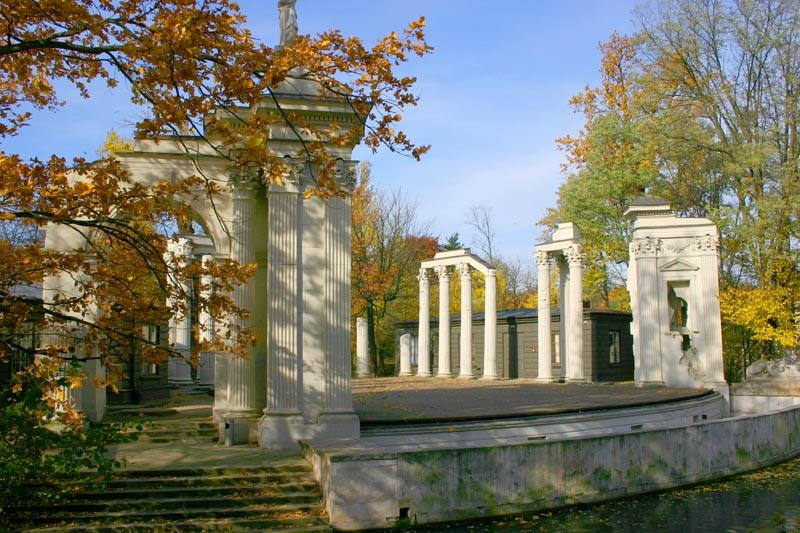
Romeins theater op het eiland (1790-1793), een aanvulling op het Paleis op het water.

Het centrum van de neoclassicistische architectuur in Polen was Warschau onder het bewind van Stanislaus August Poniatowski. In de 18e eeuw kwam het classicisme naar Polen. De bekendste architecten en kunstenaars die in Polen werkten waren Domenico Merlini, Jan Chrystian Kamsetzer, Szymon Bogumił Zug, Stanisław Zawadzki, Efraim Szreger, Antonio Corazzi, Jakub Kubicki, Christian Piotr Aigner, Wawrzyniec Gucewicz en Bertel Thorvaldsen.
De eerste fase, de Stanislavische stijl genaamd, gevolgd door een bijna volledige verstoring en een periode die bekend staat als het Congreskoninkrijk-classicisme. De beroemdste gebouwen uit de Stanislavische periode zijn het Koninklijk Kasteel in Warschau, herbouwd door Dominik Merlini en Jan Christian Kamsetzer, Paleis op het Water, Królikarnia en het paleis in Jabłonna.

In de periode van het congreskoninkrijk verschijnen het Koniecpolski-paleis en de Alexanderkerk in Warschau, de Tempel van de Sibille in Puławy en de herbouw van het Kasteel Łańcut. De leidende figuur in het congreskoninkrijk was Antoni Corrazzi. Corazzi heeft het complex van het Bankenplein in Warschau gecreëerd, de gebouwen van de Staatskas, de Belastingdienst en de Regeringscommissie, de bouw van het Staszicpaleis, het Mostowskipaleis en het Teatr Wielki ontworpen.

Paleizen
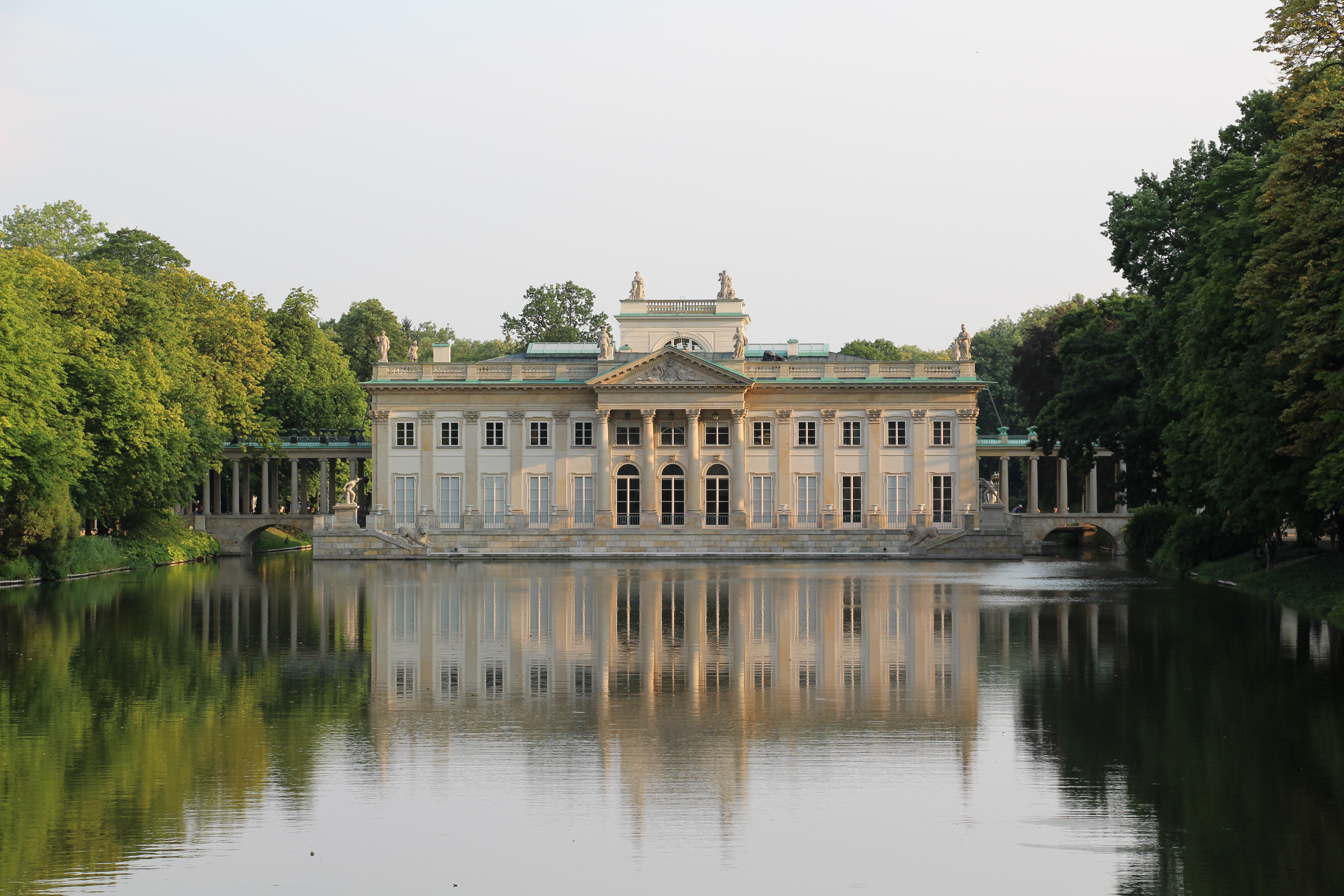
Łazienki-paleis, Warschau, 1764-1795
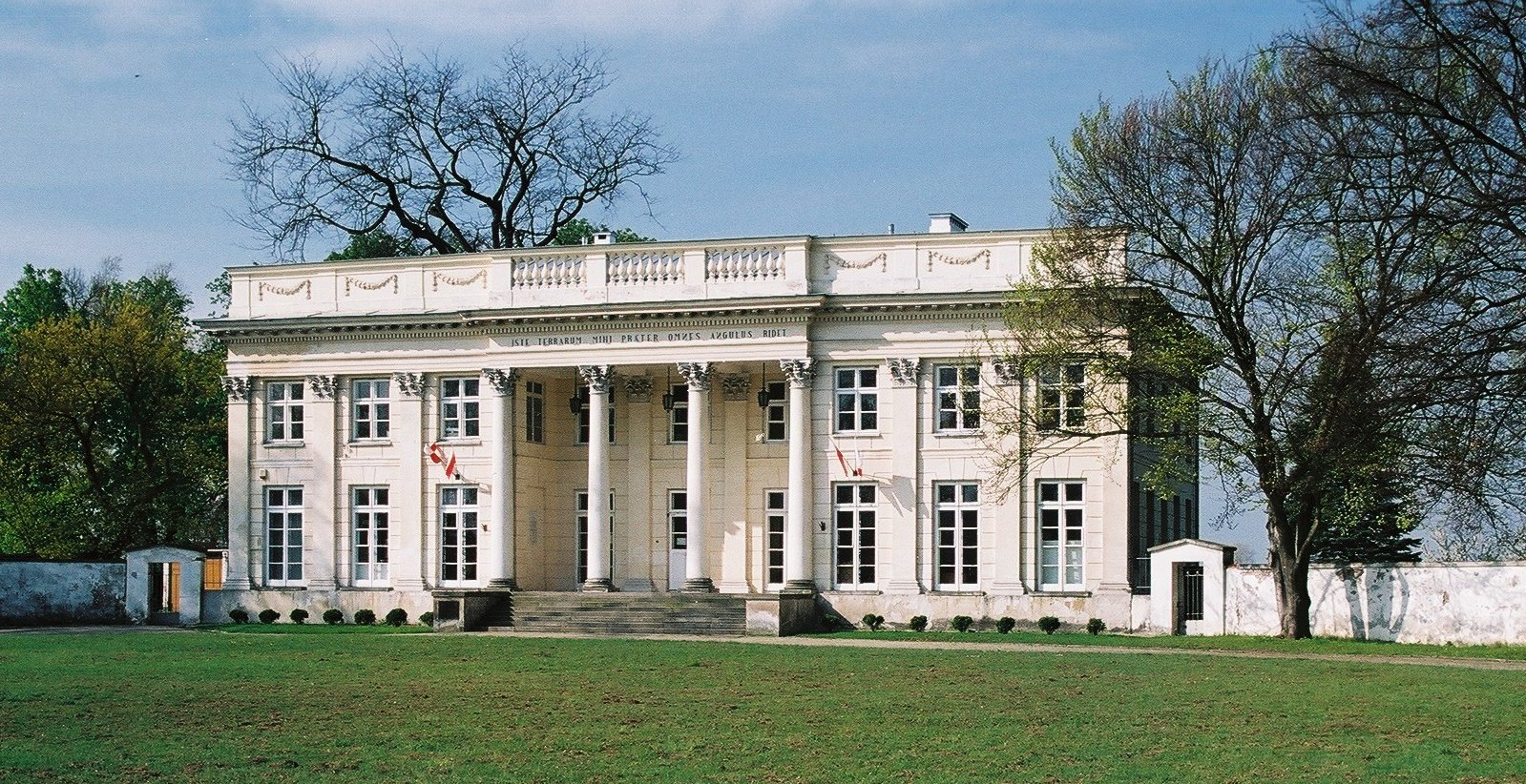
Marynka's paleis, Puławy, 1790-1794
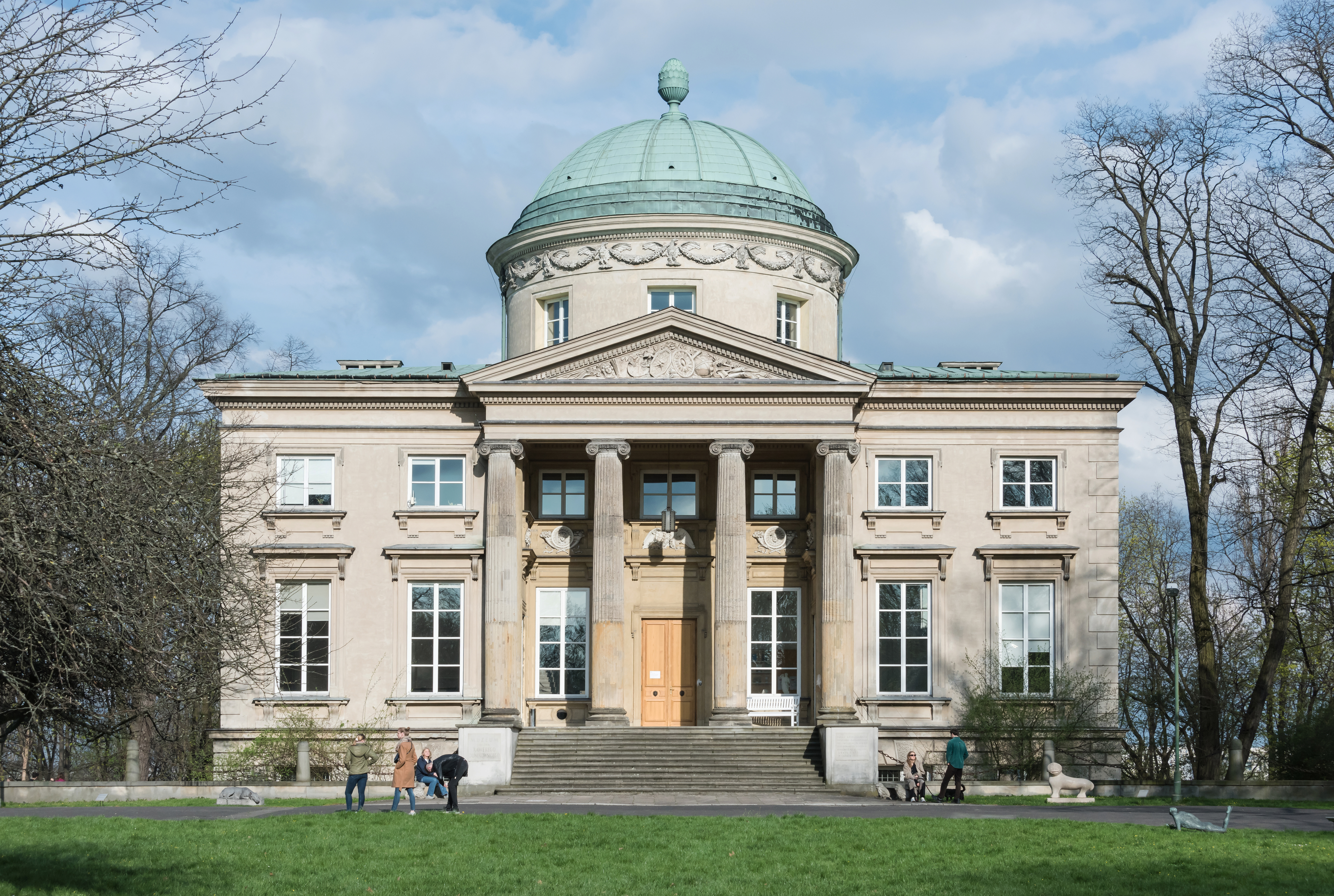
Królikarnia-paleis, Warschau, 1782-1786
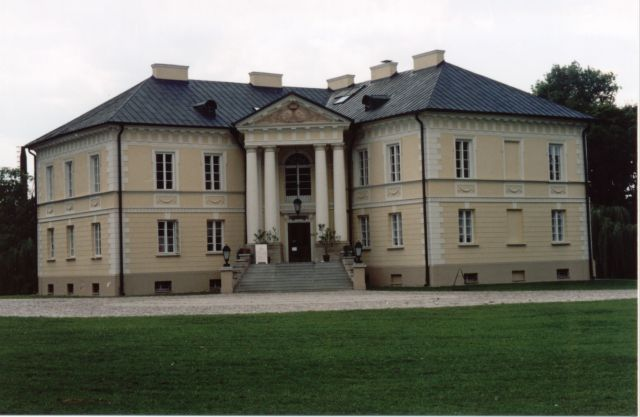
Gorzeński-paleis, Dobrzyca, 1795-1799
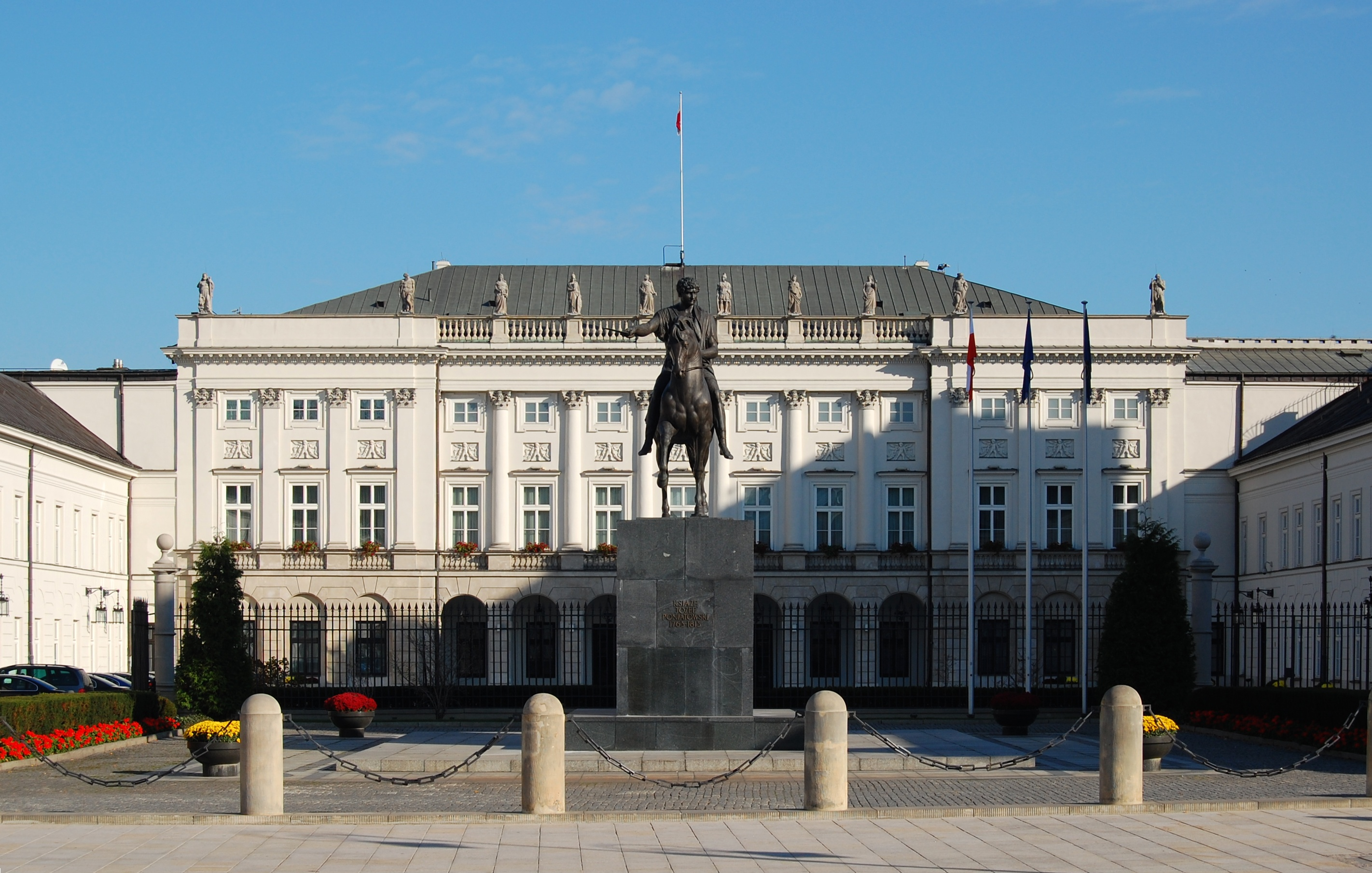
Presidentieel paleis, Warschau, 1818
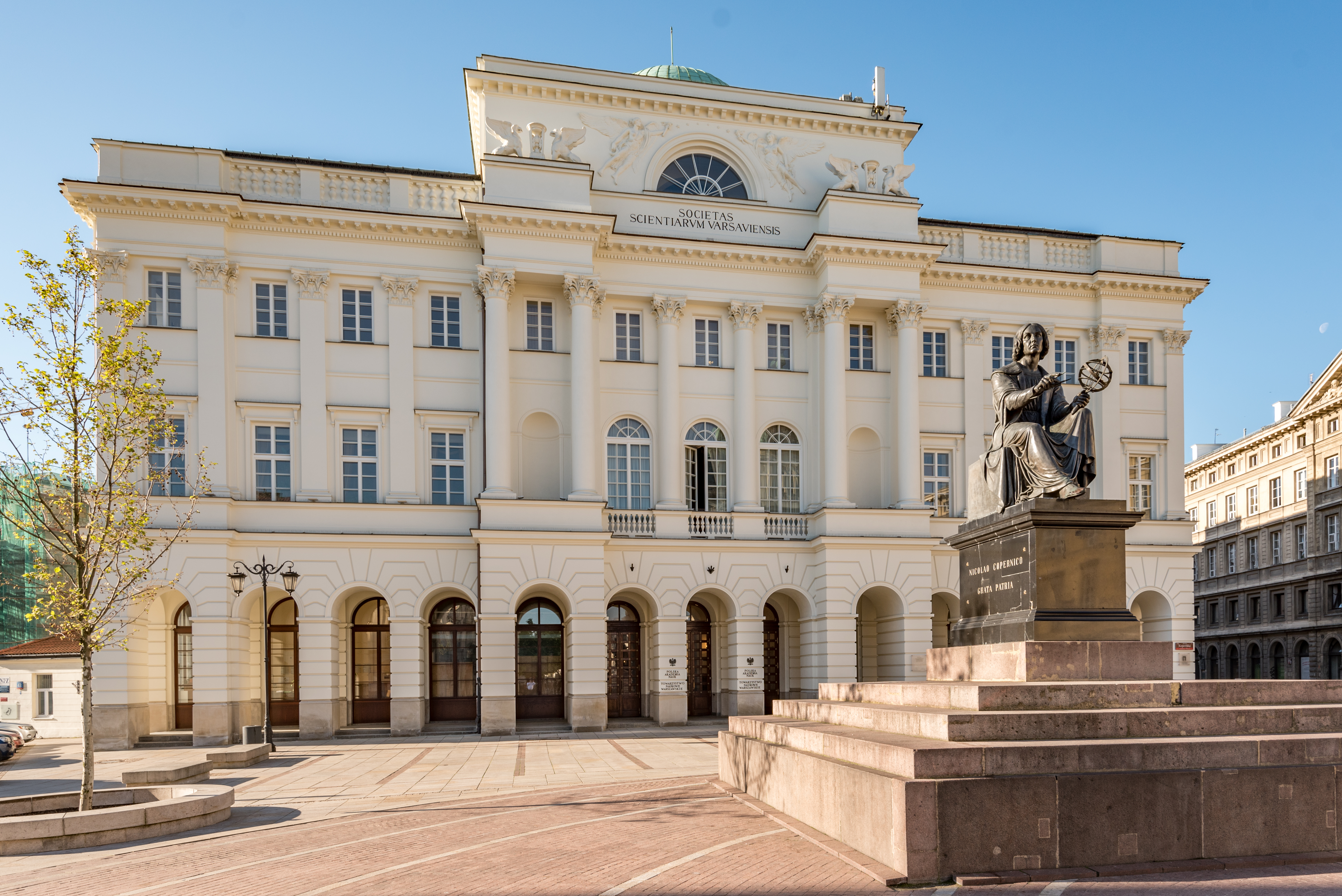
Staszicpaleis, Warschau, 1820-1823
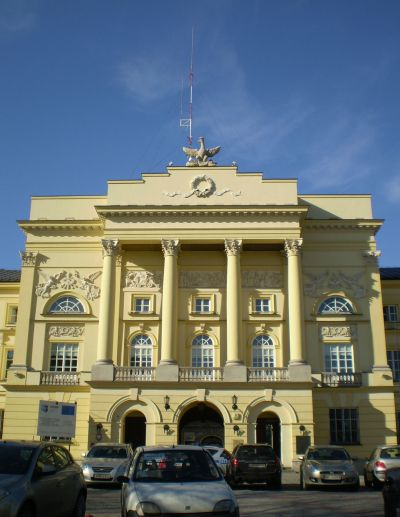
Mostowski-paleis, Warschau, 1823-1824
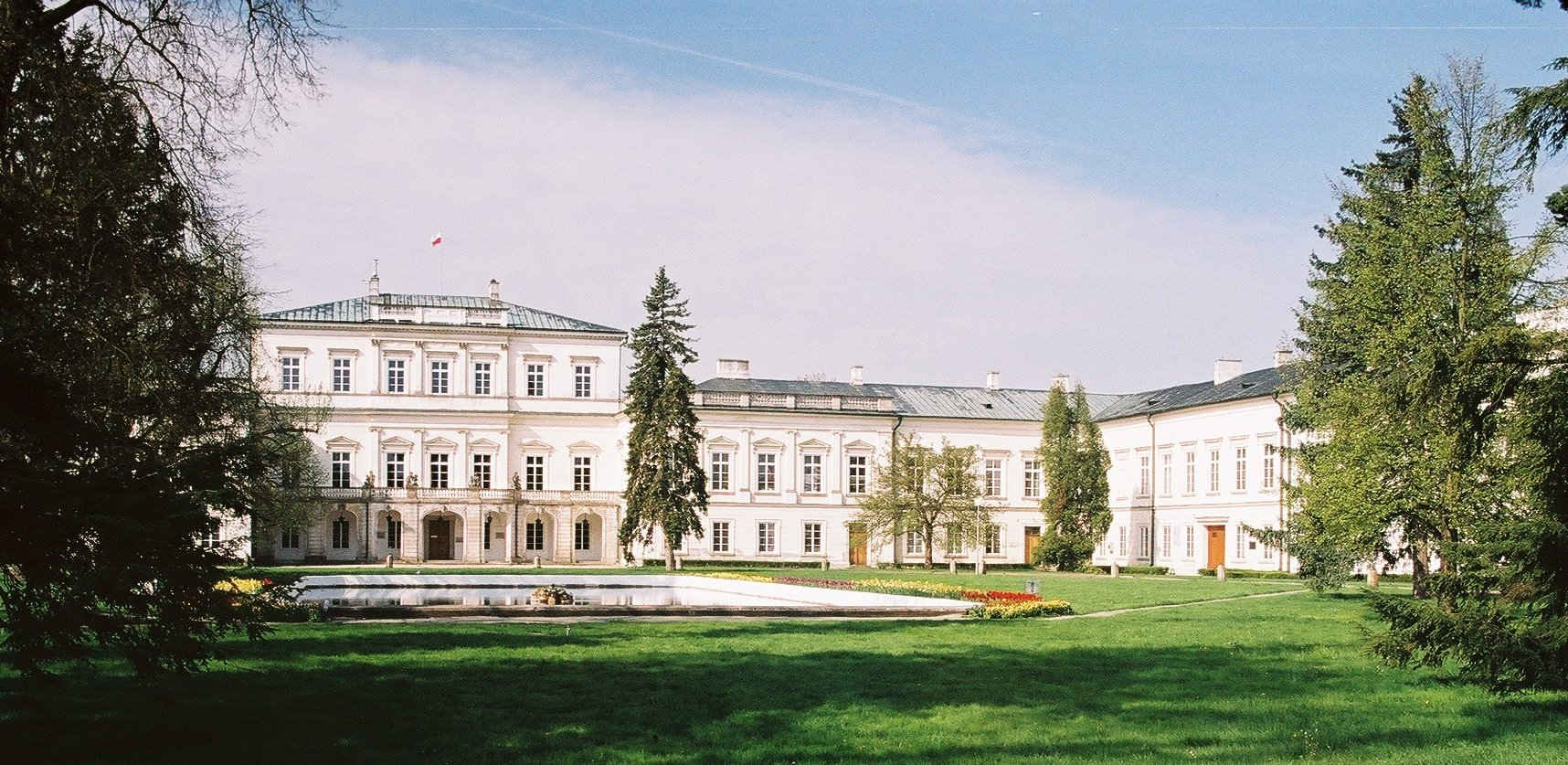
Czartoryski-paleis, Puławy, 1840-1843

Stadsgebouwen
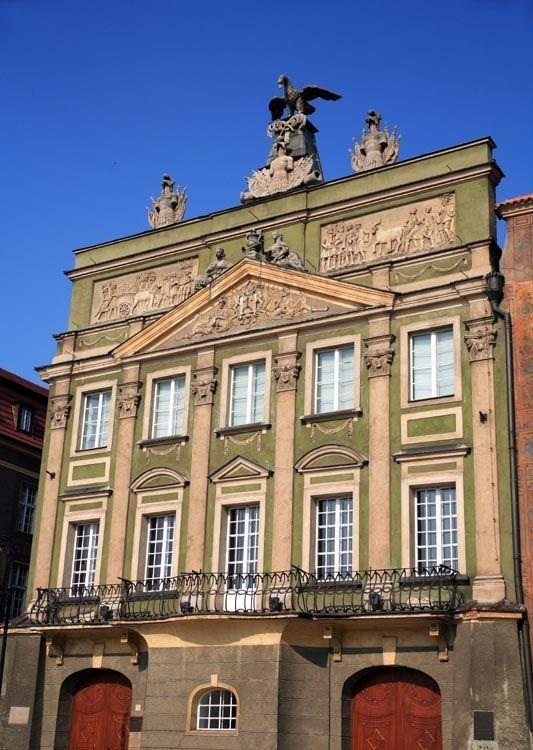
Działyński-huis, Poznań, 1773-1776
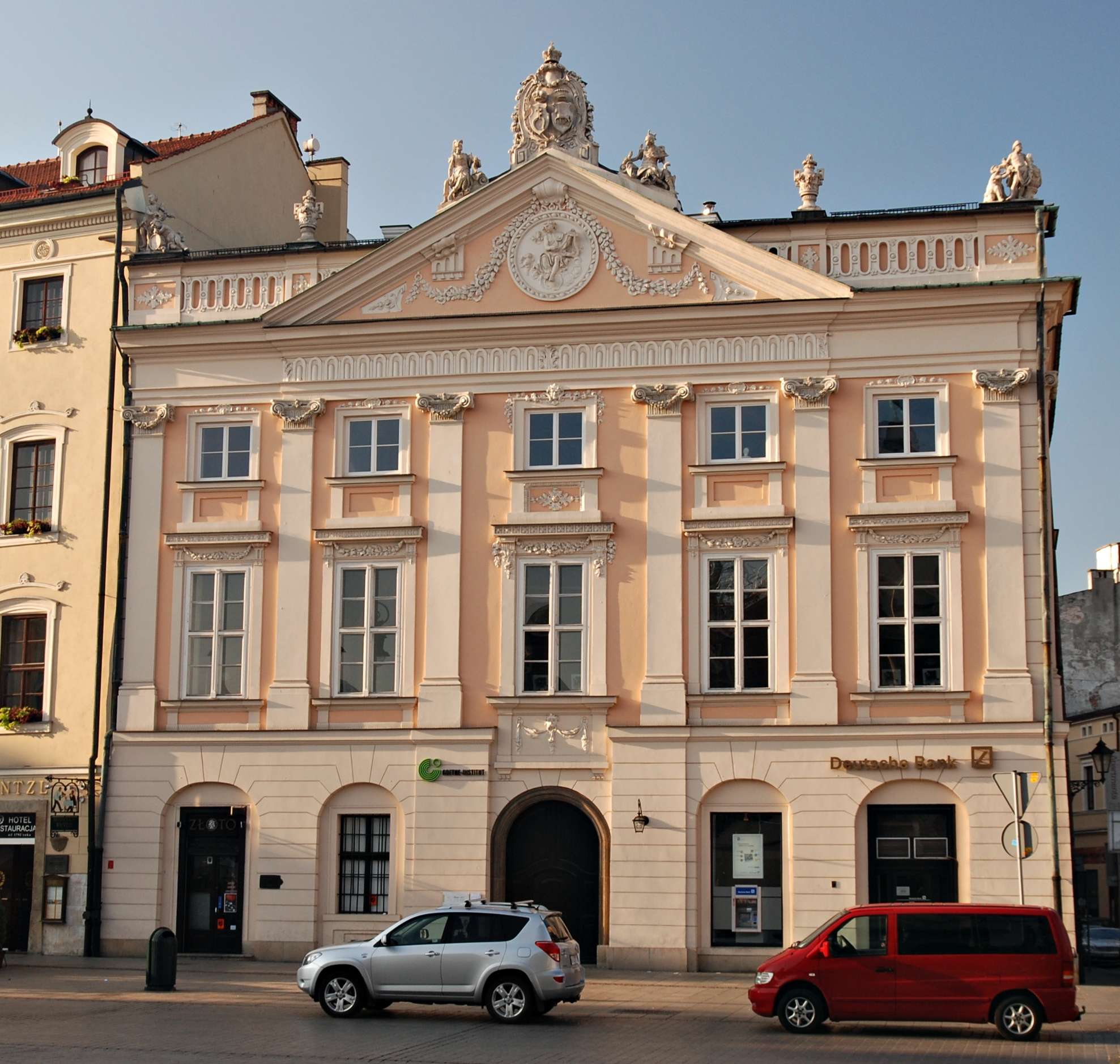
Zbaraski-huis, Krakau, 1777-1783
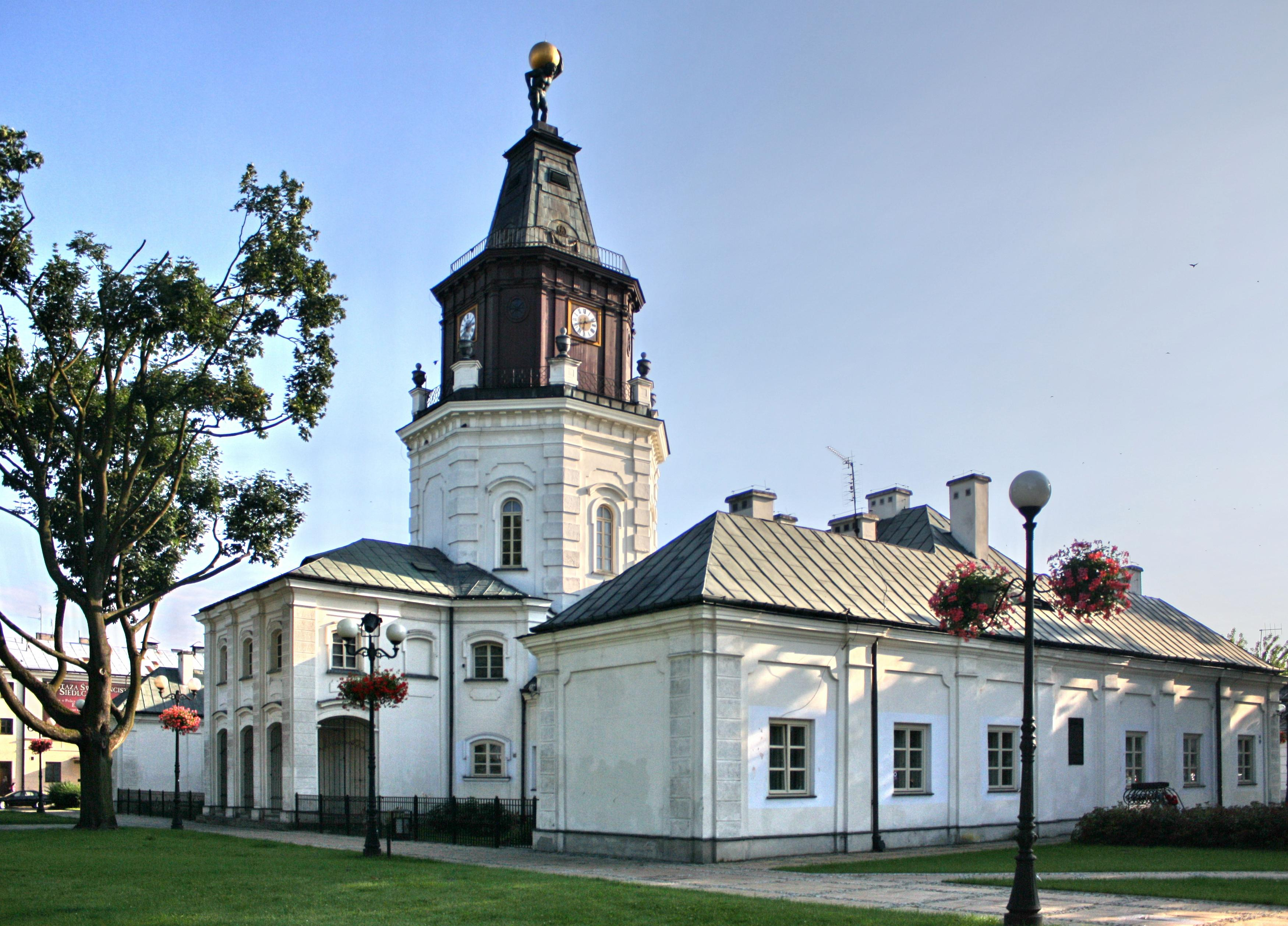
Stadhuis, Siedlce, 1766-1769
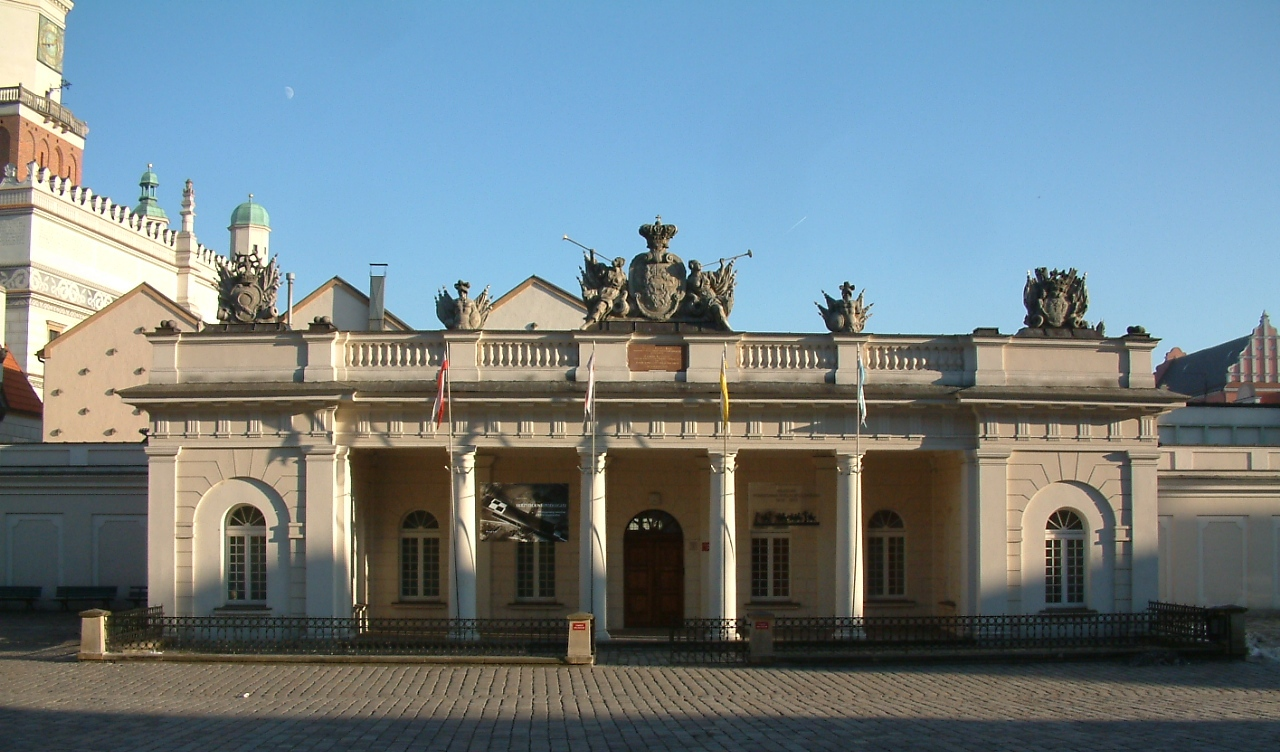
Wachthuis, Poznań, 1783-1787
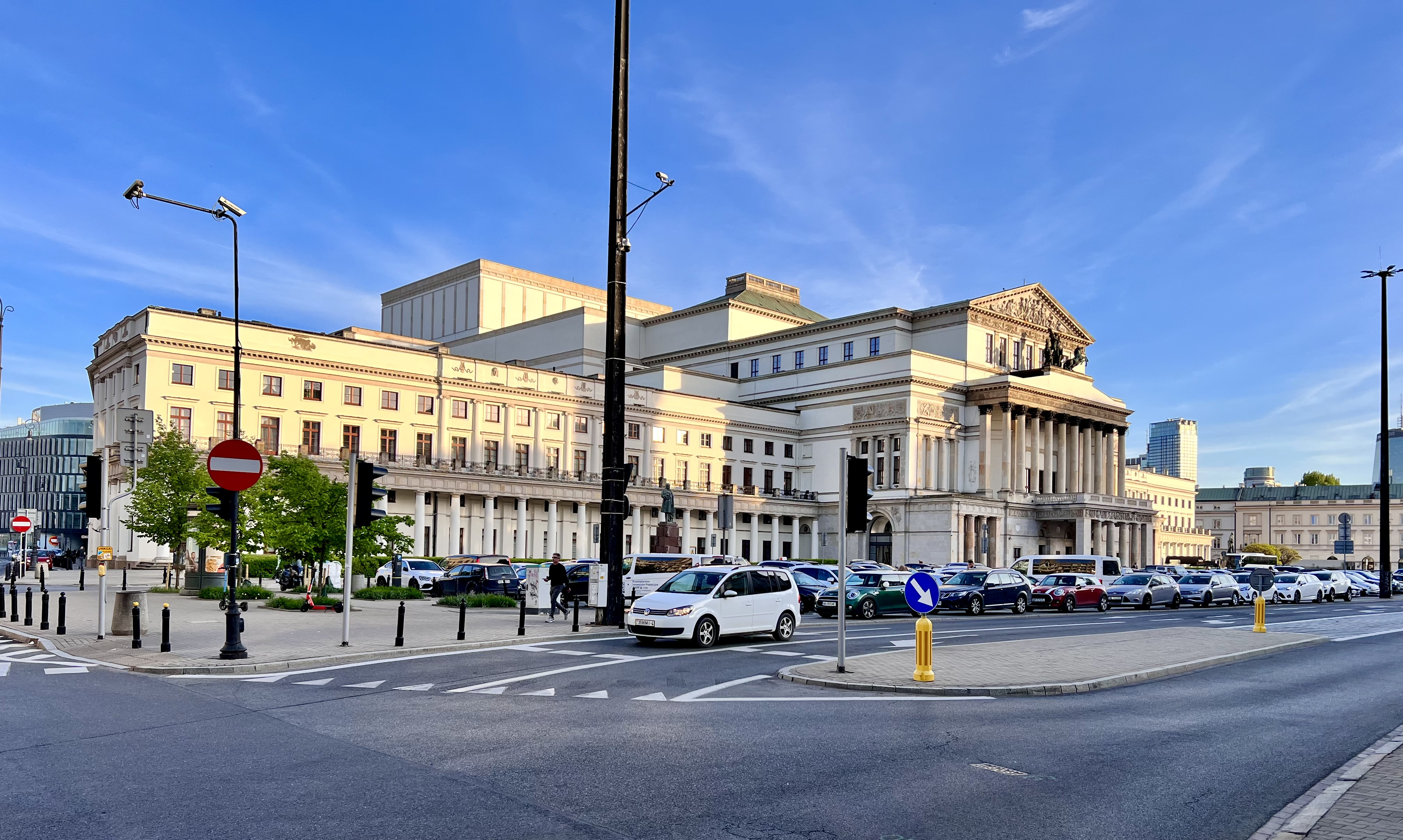
Teatr Wielki, Warschau, 1825-1833
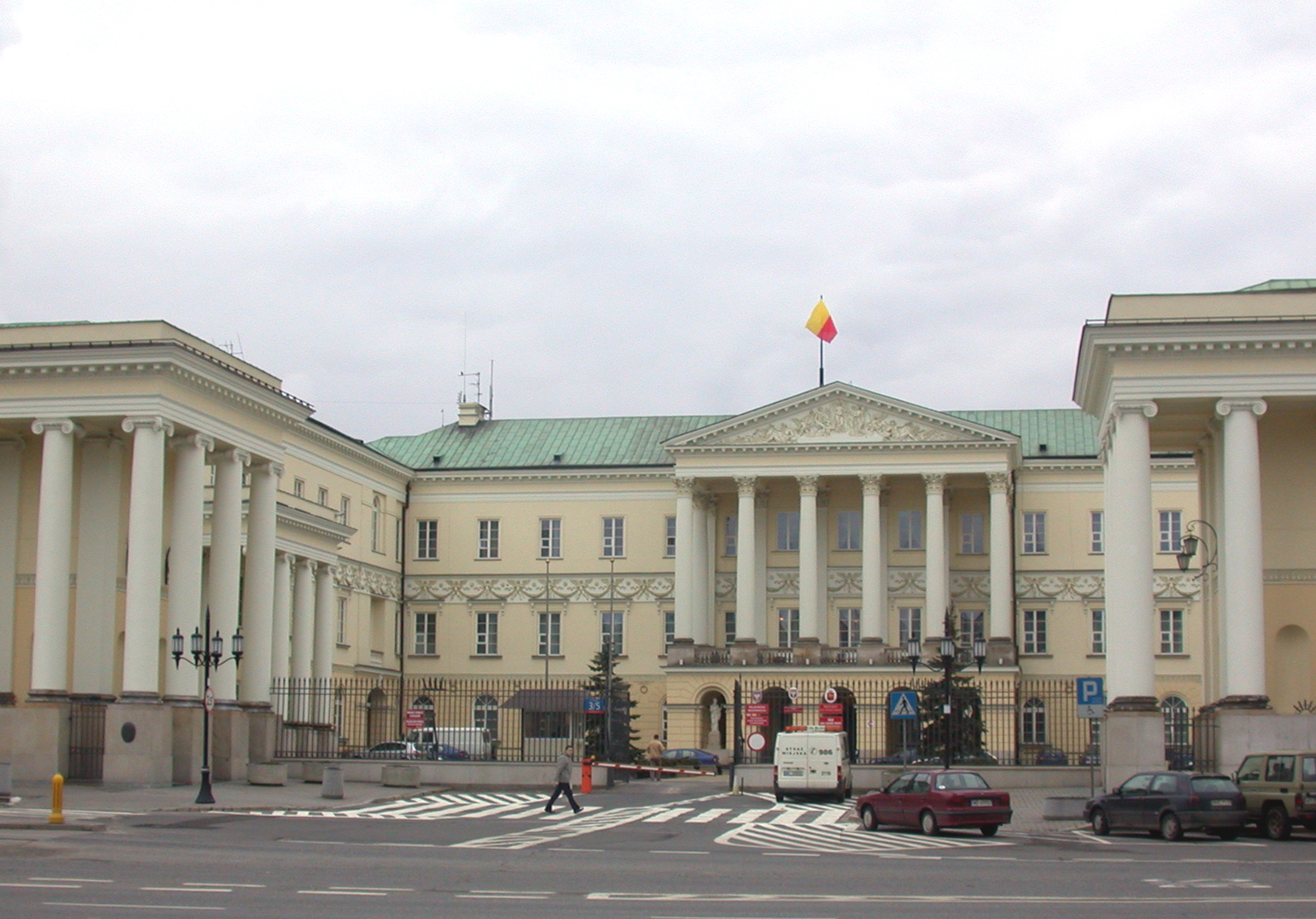
Paleis van het Ministerie van Inkomsten en Financiën, Warschau, 1823-1825
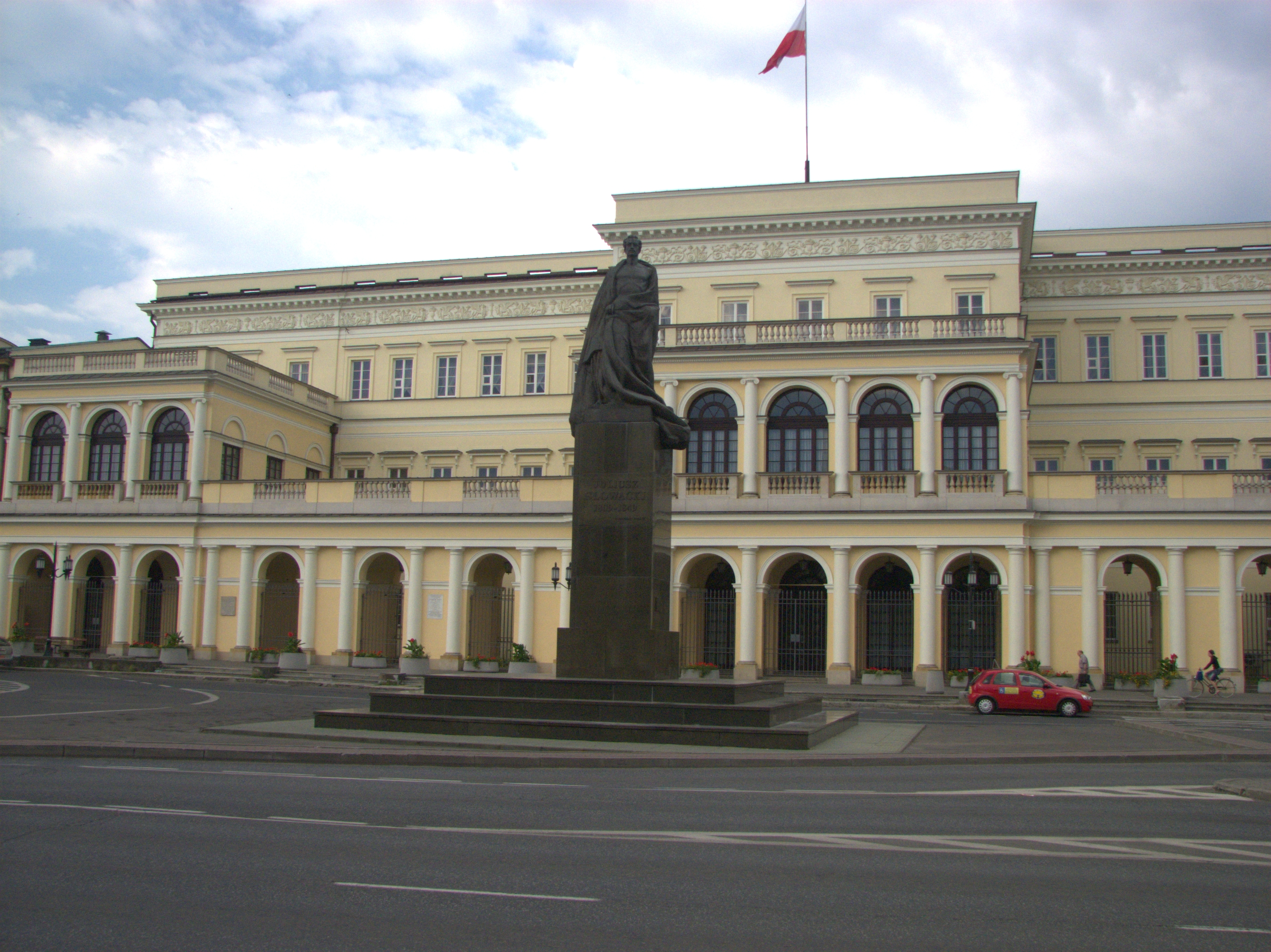
Ministerie van Financiën, Warschau, 1825-1828
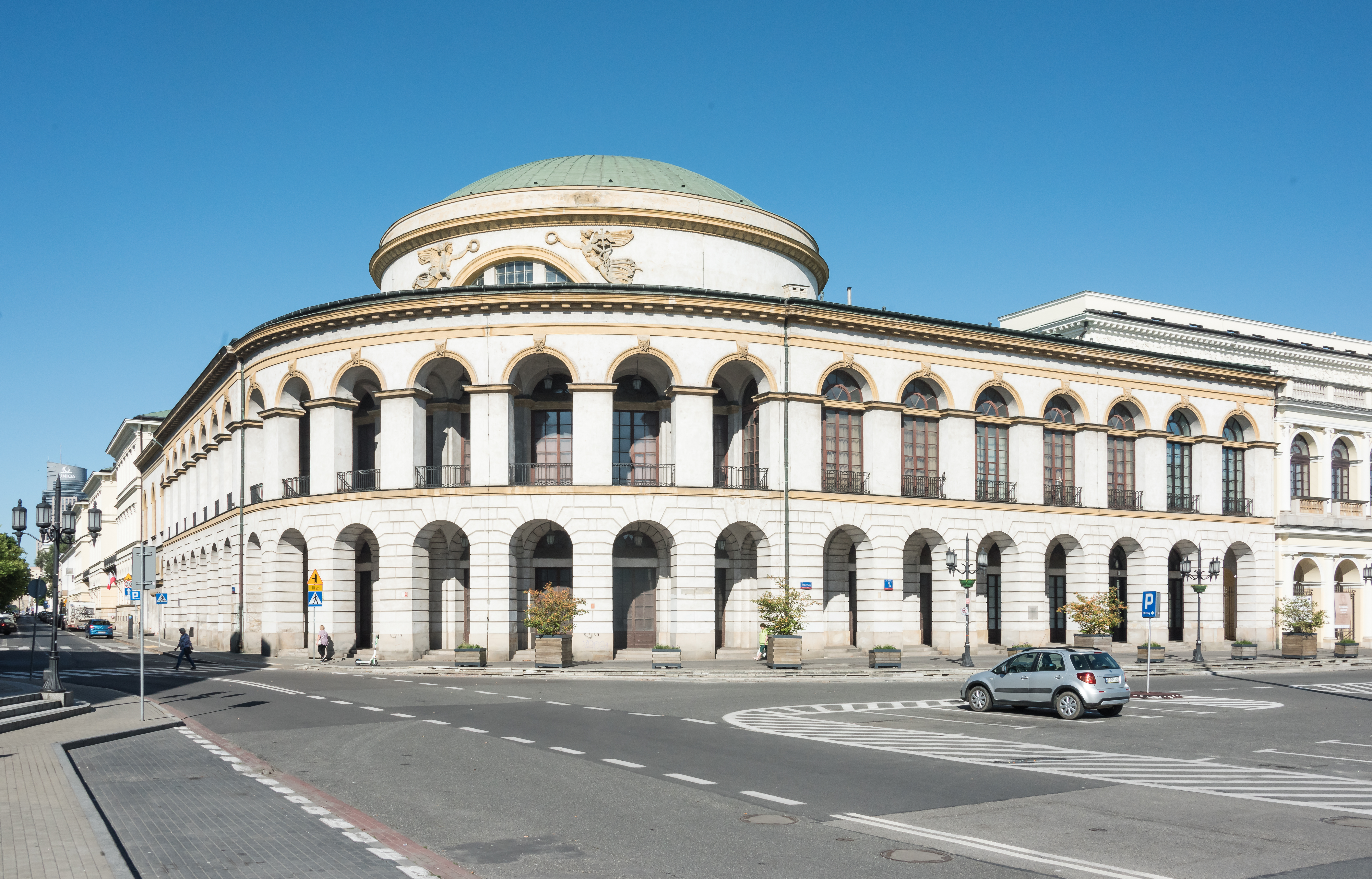
Bank van Polen, Warschau, 1825-1828